# Kun'yomi
La lettura kun o kun'yomi (訓読み? lett. "lettura semantica") di un kanji è quella derivata storicamente dal giapponese. In occasione della comparsa in Giappone della scrittura cinese, questa fu utilizzata per trascrivere la lingua giapponese. Infatti, i kanji sono ideogrammi: cioè trasportano una parola, non un suono. Questa lettura coesiste con la lettura on o on'yomi, quella derivata storicamente dal cinese.

## Illustrazione e differenza con la pronuncia on
Utilizzare i caratteri cinesi per trascrivere la lingua giapponese ha posto grandi difficoltà, che si possono illustrare facilmente prendendo come esempio un kanji e adattandolo alla lingua italiana: il verbo "mangiare" in kanji è "食" (ta-), se questo equivalesse all'italiano "mangi-" allora dovremmo scrivere "食are".
Una frase completa diventerebbe allora:
"Voglio 食are una mela."
Oppure:
"L'ho già 食ata."
Quando i giapponesi hanno importato la scrittura cinese (e cioè un vasto corpus di caratteri cinesi detti "sinogrammi") con la mediazione dei coreani del Regno di Baekje, hanno applicato lo stesso principio. Il kanji è utilizzato per trascrivere la radice verbale (lettura kun) e altri caratteri scritti con l'hiragana ("okurigana") permettono di scrivere la parte variabile del verbo, cioè la morfologia, pertinente alla lingua giapponese (la lingua cinese infatti è isolante: per esempio, i verbi non si coniugano e non esiste una desinenza per indicare il maschile/femminile e singolare/plurale). È per questo che spesso una parola costituita da un kanji e seguita da una lettera hiragana deve essere letta con questo tipo di lettura. Un sistema simile è stato adottato nella lingua coreana: i caratteri cinesi erano fatti seguire dalla morfologia coreana scritta con un alfabeto ad hoc inventato dal Re Sejong il Grande della Dinastia Joseon promulgato nel 1446, detto "hangeul" (è tuttora l'alfabeto coreano). In Vietnam invece venne ideato un vasto corpus di caratteri nazionali vietnamiti (国字, esistenti pure in giapponese e coreano) per trascrivere concetti e parole vietnamite. Tutte e tre queste lingue, dette "sino-xeniche", sono comunque accomunate dal fatto che hanno importato i sinogrammi per scrivere, insieme a un vocabolario di origine cinese (lessico sino-giapponese, sino-coreano, sino-vietnamita).
La pronuncia di origine cinese dei sinogrammi (hanzi 汉字 > kanji, hanja, Han tu'), quella che in lingua giapponese si chiama "pronuncia on", è stata adattata a ognuna di queste lingue e contiene molte caratteristiche antiche, risalenti alla varietà di cinese parlata al tempo, il Primo Cinese Medio, ricostruibile a partire dalla raccolta di dati proprio dalle lingue sino-xeniche (e.g. utilizzo di dizionari moderni e antichi) e da dialetti cinesi molto conservativi (e.g. cantonese, shanghainese e i Minnan, come ad esempio l'Amoy hokkien, l'hokkien taiwanese, il Chaozhou/Teochew, Lo Shantou/Swatou, il Quanzhou e lo Zhaotou). Un esempio di ricostruzione è quella del Guangyun (l'espansione di un celebre dizionario di rime, il Qieyun) effettuata da Baxter, 2011. Un esempio di caratteristiche antiche, oggi perse in cinese moderno standard (Putonghua) ma ritenute nelle lingue sino-xeniche, sono la presenza a fine sillaba di tre stop senza rilascio udibile di suono, *-p, *-t e *-k (la *-p anticamente in giapponese si è lenita in "-fu" per poi cadere e dare luogo a un allungamento vocalico; gli altri stop sono stati adattati come "tsu, chi" < "tu, ti" e come "ku, ki").
Per quanto riguarda i sostantivi, le parole unitarie (e cioè un singolo kanji in isolamento, seguito subito dopo dall'okurigana e/o da particelle grammaticali) solitamente vanno pronunciate kun, mentre con le parole composte spesso (ma non sempre) la pronuncia da usare è quella on; questo perché molte parole composte giapponesi sono di derivazione cinese, così come molte parole composte italiane sono di origine greca. Come accennato sopra, queste parole composte da due o più caratteri fanno parte del lessico sino-giapponese e si possono reperire identiche o simili in cinese moderno, coreano e vietnamita.
La pronuncia kun e le pronunce on (i kanji ne possono avere più di una; si pensi per esempio alla pronuncia go, più antica, e alla pronuncia kan) si trovano indicate nei dizionari di giapponese e/o di kanji sia moderni che antichi, scritti sia dai giapponesi che dai missionari gesuiti.

## Esempi di letturakun

### Verbi
- 食べる (たべる, taberu): mangiare
- 見る (みる, miru): vedere
- 来る (くる, kuru): venire;

### Sostantivi
- 水 (みず, mizu): acqua;

### Aggettivi
- 新しい (あたらしい, atarashii): nuovo,
- 高い (たかい, takai): alto.